# Европско првенство у атлетици за млађе сениоре 2009 — 100 метара за мушкарце
Такмичење у трчању на 100 метара у мушкој конкуренцији на 7. Европском првенству у атлетици за млађе сениоре 2009. у Каунасу одржано је 16. и 17. јула 2009. на Darius and Girėnas Stadium.
Титулу освојену у Дебрецину 2007, није бранио Симион Вилијамсон из Уједињеног Краљевства јер је прешао у сениоре.

## Земље учеснице
Учествовало је 21 такмичар из 14 земаља.
1. Грчка (1)
2. Ирска (1)
3. Италија (2)
4. Кипар (1)
5. Литванија (2)
6. Пољска (2)
7. Португалија (1)
8. Словачка (1)
9. Србија (1)
10. Уједињено Краљевство (3)
11. Француска (3)
12. Холандија (1)
13. Швајцарска (1)
14. Шпанија (1)

## Освајачи медаља
|                                          |                                     |                                  |
| Хари Ејкинс-Арити · Уједињено Краљевство | Ливан Јервуд · Уједињено Краљевство | Рион Пјер · Уједињено Краљевство |

## Сатница
| Датум   | Време |               |
| ------- | ----- | ------------- |
| 16. јул |       | Квалификације |
| 17. јул |       | Финале        |

## Рекорди
| Рекорди пре почетка Европског првенства 2009. | Рекорди пре почетка Европског првенства 2009. | Рекорди пре почетка Европског првенства 2009. | Рекорди пре почетка Европског првенства 2009. | Рекорди пре почетка Европског првенства 2009. | Рекорди пре почетка Европског првенства 2009. |
| Рекорди                                       | Атлетичар                                     | Земља                                         | Време                                         | Место                                         | Датум                                         |
| --------------------------------------------- | --------------------------------------------- | --------------------------------------------- | --------------------------------------------- | --------------------------------------------- | --------------------------------------------- |
| Европски рекорд У-23                          | Џејмс Дасаолу                                 | Велика Британија                              | 10,09                                         | Лозана, Швајцарска                            | 6. јун 2009.                                  |
| Рекорди европских првенстава У-23             | Симеон Вилијамсон                             | Велика Британија                              | 10,10                                         | Дебрецин, Мађарска                            | 13. јул 2007.                                 |

## Резултати

### Квалификације
Квалификације су одржане 16. јула 2009. године. Такмичари су били подељени у 3 групе. У финале су се пласирала прва 2 из сваке групе (КВ) и 2 на основу резултата (кв).
Ветар: група 1 -1,3 м/с, група 2 у -0,3 м/с, група 3 у  -0,7 м/с.
| Место | Групе | Атлетичар             | Земља                | ЛР | ЛРС | Резултат | Белешка |
| ----- | ----- | --------------------- | -------------------- | -- | --- | -------- | ------- |
| 1.    | 1     | Хари Ејкинс-Арити     | Уједињено Краљевство |    |     | 10,32    | КВ      |
| 2.    | 2     | Ливан Јервуд          | Уједињено Краљевство |    |     | 10,42    | КВ      |
| 3.    | 3     | Рион Пјер             | Уједињено Краљевство |    |     | 10,46    | КВ      |
| 4.    | 2     | Ритис Сакалаускас     | Литванија            |    |     | 10,47    | КВ      |
| 5.    | 2     | Олаф Парузел          | Пољска               |    |     | 10,52    | кв      |
| 6.    | 2     | Агелос Агелакис       | Грчка                |    |     | 10,53    | кв      |
| 7.    | 1     | Гиовани Кодрингтон    | Холандија            |    |     | 10,57    | КВ      |
| 8.    | 1     | Џејсон Смит           | Ирска                |    |     | 10,60    |         |
| 9.    | 1     | Паскал Манцини        | Швајцарска           |    |     | 10,61    |         |
| 10.   | 3     | Теди Тинмар           | Француска            |    |     | 10,61    | КВ      |
| 11.   | 1     | Милош Савић           | Србија               |    |     | 10,68    |         |
| 12.   | 2     | Шарл Фигаро           | Француска            |    |     | 10,71    |         |
| 13.   | 1     | Аиварас Пранцкевичиус | Литванија            |    |     | 10,77    |         |
| 14.   | 3     | Гавино Ђакомо Детори  | Италија              |    |     | 10,80    |         |
| 15.   | 3     | Павел Стемпел         | Пољска               |    |     | 10,80    |         |
| 16.   | 1     | Каба Бемба            | Француска            |    |     | 10,82    |         |
| 17.   | 2     | Хосе Антонио Андујар  | Шпанија              |    |     | 10,84    |         |
| 18.   | 1     | Давид Деимичеи        | Италија              |    |     | 10,85    |         |
| 19.   | 3     | Еди Соса              | Француска            |    |     | 10,85    |         |
| 20.   | 3     | Матуш Ментел          | Словачка             |    |     | 10,89    |         |
| 21.   | 2     | Филипос Спастрис      | Кипар                |    |     | 11,03    |         |

### Финале
Финале је одржано 17. јула 2009. године.
Ветар: +1,5 м/с.
| Место | Атлетичар         | Земља                | Резултат | Белешка   |
| ----- | ----------------- | -------------------- | -------- | --------- |
|       | Хари Ејкинс-Арити | Уједињено Краљевство | 10,15    |           |
|       | Ливан Јервуд      | Уједињено Краљевство | 10,26    | ЛРС       |
|       | Рион Пјер         | Уједињено Краљевство | 10,28    | ЛР        |
| 4.    | Ритис Сакалаускас | Литванија            | 10,38    | НРмс, ЛРС |
| 5.    | Агелос Агелакис   | Грчка                | 10,45    |           |
| 6.    | Ђовани Кодрингтон | Холандија            | 10,51    |           |
| 7.    | Олаф Парузел      | Пољска               | 10,54    |           |
| 8.    | Теди Тинмар       | Француска            | 10,58    |           |